# Тетішу
Тетішу (рум. Tetișu) — село у повіті Селаж в Румунії. Входить до складу комуни Філду-де-Жос.
Село розташоване на відстані 361 км на північний захід від Бухареста, 31 км на південь від Залеу, 44 км на захід від Клуж-Напоки.

## Населення
За даними перепису населення 2002 року у селі проживали 348 осіб.
Національний склад населення села:
| Національність | Кількість осіб | Відсоток |
| -------------- | -------------- | -------- |
| угорці         | 335            | 96,3%    |
| румуни         | 13             | 3,7%     |

Рідною мовою назвали:
| Мова      | Кількість осіб | Відсоток |
| --------- | -------------- | -------- |
| угорська  | 328            | 94,3%    |
| румунська | 20             | 5,7%     |